# Костриж Віктор Семенович
Віктор Семенович Костриж (30 жовтня 1949 — 10 липня 2007) — диригент, педагог. Заслужений діяч мистецтв України.

## Біографія
Народився 30 жовтня 1949 року в селі Гвіздівці Сокирянського району Чернівецької області. В 1969 році закінчив Чернівецьке музичне училище, у 1975 — факультет оперно-симфонічного диригування Львівської державної філармонії ім. М.Лисенка і був призначений головним диригентом Луганського симфонічного оркестру.
1981—1982 — диригент вищої категорії Державного академічного симфонічного оркестру України;
1983—1988 — диригент Таджицького державного симфонічного оркестру;
1988 — викладач Чернівецького музичного училища;
1992 — художній керівник і головний диригент симфонічного оркестру Чернівецької облфілармонії;
2003 — доцент кафедри музики Чернівецького національного університету ім. Ю. Федьковича.
Помер 10 липня 2007 року в Барселоні, Іспанія.

## Творча діяльність
Яскраво проявив себе як диригент і музикант. У творчому доробку митця було понад 600 концертних програм з якими виступав у 90 оркестрах країн СНД, Польщі, Румунії, Австрії, Німеччини, Італії. Поринувши у шедеври класичної музики, робив оркестровки різних класичних творів, створив кантату А.Вівільді «Глорія», яку присвятив своїй матері Ользі Олександрівні[джерело?].

## Нагороди та відзнаки
- Заслужений діяч мистецтв України (1994).
- Лауреат літературно-мистецької премії імені Сидора Воробкевича (1996).
- Почесна грамота Чернівецької обласної державної адміністрації.
- Почесний громадянин села Гвіздівці (2007).
- Аудиторія в Сокирянській музичній школі імені доцента кафедри музики ЧНУ ім. Ю. Федьковича Віктора Кострижа.